# Coupe de Suisse de football 1936-1937
Navigation
Édition précédente Édition suivante
La Coupe de Suisse 1936-1937 est la douzième édition de la Coupe de Suisse. Le Grasshopper Club Zurich remporte son cinquième titre en battant en finale le Lausanne-Sports .

## Compétition

### Quarts de finale
Les quarts de finale ont lieu le 7 février 1937.
| Équipe 1        | Résultat | Équipe 2                |
| --------------- | -------- | ----------------------- |
| FC Biel-Bienne  | 2 - 0    | FC Zurich               |
| Servette FC     | 2 - 1    | FC Lugano               |
| Lausanne-Sports | 8 - 2    | FC La Chaux-de-Fonds    |
| Old Boys Bâle   | 1 - 10   | Grasshopper Club Zurich |

### Demi-finales
Les demi-finales ont lieu le 14 mars 1937.
| Équipe 1                | Résultat | Équipe 2       |
| ----------------------- | -------- | -------------- |
| Grasshopper Club Zurich | 7 - 3    | Servette FC    |
| Lausanne-Sports         | 5 - 2    | FC Biel-Bienne |

### Finale
| 29 mars 1937 | Grasshopper Club Zurich | 10 - 0  | Lausanne-Sports | Stade du Neufeld, Berne |                      |
|              |                         | (2 - 0) |                 | Spectateurs : 12 500    | Spectateurs : 12 500 |